# 8062 Okhotsymskij
A 8062 Okhotsymskij (ideiglenes jelöléssel 1977 EZ) a Naprendszer kisbolygóövében található aszteroida. Nyikolaj Sztyepanovics Csernih fedezte fel 1977. március 13-án.